# نادي المسيب
نادي المسيب الرياضي هو أحد أندية الدوري العراقي
تأسس عام 1969 في محافظة بابل
.